# 축산면
축산면(丑山面)은 대한민국 경상북도 영덕군의 면이다. 넓이는 59.31km2이고, 인구는 2012년 기준으로 3,231명이다.

## 변천 과정
- 구한말 이전 : 영해부 관할
- 고종 을미(1895년) : 영해부 소속 (11개동 분획)
- 1896년 이후로는 영해군의 남면이었다
- 1914년 3월 1일 영해군이 영덕군으로 합병됨에 부곡동에 본면사무소를 설치 21개동 분동되어 축산면으로 승격
- 1941년 4월 본면 사무소에 현위치에 이전 (부곡 ⇒ 도곡)
- 1963년 8월 23일 축산항출장소 설치 (6개동), 군조례 제43호
- 1990년 6월 16일 목조건물 해체 신 청사 준공
- 1993년 6월 29일 화천 1, 2, 3리를 영덕읍에 이속.

## 행정 구역
- 기암리
- 대곡리
- 조항리
- 칠성리
- 부곡리
- 상원리
- 도곡리
- 고곡리
- 경정리
- 축산리

## 교육 기관
- 영해초등학교 축산분교 (폐교) - 축산면 영축로 963 (상원리)
- 축산초등학교 성호분교 (폐교) - 축산면 칠성1길 5-24 (칠성리)
- 축산항초등학교 (축산리)
  - 경정분교 (경정리)
- 축산중학교 (도곡리)